# Antônio Augusto Pereira da Cunha
Antônio Augusto Pereira da Cunha (? — ?) foi um político brasileiro.
Foi presidente das províncias de Goiás, de 25 de abril a 8 de maio de 1854 e de 28 de setembro de 1855 a 1 de agosto de 1857, e do Rio Grande do Sul, de 16 de abril de 1866 a 21 de janeiro de 1867.